# Diocesi di Lete
La diocesi di Lete (in latino Dioecesis Letaea) è una sede soppressa del patriarcato di Costantinopoli e sede titolare della Chiesa cattolica.

## Storia
Lete, identificabile con Aïvati (Khaïvati) ad ovest del lago di Koroneia in Grecia, è un'antica sede vescovile della provincia romana della Macedonia Prima nella diocesi civile omonima, suffraganea dell'arcidiocesi di Tessalonica.
La sede è sconosciuta a Michel Le Quien, autore dell'opera Oriens christianus. Nelle Notitiae Episcopatuum del patriarcato di Costantinopoli la diocesi è documentata dal X al XV secolo. Non sono noti vescovi nel primo millennio cristiano. Il primo vescovo conosciuto è Leone, menzionato nel 1295; all'epoca la sede aveva il doppio titolo di "Lete e Rentina". Questa sede fu soppressa nel XVIII secolo. Gli antichi titoli di Lete e Rentina sono stati ripristinati dalla Chiesa di Grecia nel 2010, aggiunti alla metropolia di Langadas, il cui territorio comprende l'antica sede bizantina.
Dal XVIII secolo Lete è annoverata tra le sedi vescovili titolari della Chiesa cattolica; la sede è vacante dal 1º febbraio 2022.

## Cronotassi

### Vescovi greci
- Leone † (menzionato nel 1295)[4]
- Gerbasio † (menzionato nel 1339)[5]
- Gregorio † (? - 1395/1396 deceduto)[6]
- Damasceno † (circa XV secolo)[7]
- Cristodolo † (menzionato nel 1416)[8]
- Acacio † (1482 - 1502)[3]
- Gennadio † (menzionato nel 1541)
- Ioasaph Argyropoulos † (1547 - 1550)
- Damasceno Studita † (1558 - 1574)
- Cirillo † (menzionato nel 1767)
- Zaccaria Maridakis † (menzionato nel 1769)[9]

### Vescovi titolari latini
- Carlo Cosenza † (26 gennaio 1728 - 19 dicembre 1732 nominato vescovo di Vico Equense)
- Anton Joseph von Lamberg † (5 marzo 1733 - 1757 deceduto)
- Juan Lario Lancis † (26 settembre 1757 - 20 agosto 1764 nominato arcivescovo di Tarragona)
- Karl Friedrich von Zehmen † (22 aprile 1765 - 13 dicembre 1798 deceduto)
- Michele Francesco Buttigieg † (16 marzo 1863 - 22 settembre 1864 succeduto vescovo di Gozo)
- Tobias Kirby † (13 maggio 1881 - 15 gennaio 1886 nominato arcivescovo titolare di Efeso)
- Filippo Degni di Salento † (7 giugno 1886 - 1913 deceduto)[10]
- Karl Reth † (27 aprile 1916 - 27 marzo 1933 deceduto)
- Pacifico Tiziano Micheloni, O.F.M.Cap. † (25 aprile 1933 - 6 luglio 1936 deceduto)
- Benigno Luciano Migliorini, O.F.M. † (20 febbraio 1937 - 19 luglio 1941 nominato vescovo di Rieti)
- Peter William Bartholome † (6 dicembre 1941 - 31 maggio 1953 succeduto vescovo di Saint Cloud)
- John Joseph U Win † (10 aprile 1954 - 19 dicembre 1959 nominato arcivescovo di Mandalay)
- Anthony Denis Galvin, M.H.M. † (5 aprile 1960 - 31 maggio 1976 nominato vescovo di Miri)
- Patrick Dougherty † (15 ottobre 1976 - 1º settembre 1983 nominato vescovo di Bathurst)
- Angelo Thomas Acerra, O.S.B. † (29 settembre 1983 - 26 luglio 1990 deceduto)
- Carlos José Ñáñez (12 dicembre 1990 - 20 dicembre 1995 nominato arcivescovo coadiutore di Tucumán)
- Jesús Murgui Soriano (25 marzo 1996 - 27 dicembre 2003 nominato vescovo di Maiorca)
- Antonio Ortega Franco, C.O. † (11 febbraio 2004 - 1º febbraio 2022 deceduto)